# Carl Friedrich Wilhelm Teusser
Carl Friedrich Wilhelm Teusser, född 1749 i Sachsen, död 1 juni 1825 i Tyska Sankta Gertruds församling, Stockholms stad, var en svensk valthornist och trumpetare vid Kungliga Hovkapellet i Stockholm.

## Biografi
Carl Friedrich Wilhelm Teusser föddes 1749 i Sachsen. Han anställdes 1796 som valthornist vid Kungliga Hovkapellet i Stockholm. Han var anställd från 1 oktober 1811 som trumpetare vid Kungliga hovkapellet och slutade 1 juli 1818.  Teusser avled 1825.
Teusser var gift med Anna Maria Lemmel.